# Kailin Curran
Pour les articles homonymes, voir Curran.
Kailin Curran née le 11 avril 1991 à Hawaï (États-Unis), est une pratiquante de MMA américaine évoluant au sein de l'organisation UFC dans la catégorie des poids pailles.

## Parcours en MMA

### Ultimate Fighting Championship
Le 22 novembre 2014 Kailin Curran est opposée à l'Américaine Paige VanZant lors de l'UFC Fight Night 57 se déroulant à Austin. Kailin Curran est vaincue par KO technique au troisième round. Lors de la remise des récompenses l'UFC octroie un bonus de 50 000 $ à chacune des deux protagonistes au titre de Combat de la soirée.

### Distinctions
- Ultimate Fighting Championship
  - Combat de la soirée (une fois) (contre Paige VanZant)

## Palmarès en MMA
| 8 combats      | 4 victoires | 4 défaites |
| Par KO         | 0           | 1          |
| Par soumission | 1           | 2          |
| Sur décision   | 3           | 1          |

| Résultat | Record | Adversaire    | Méthode                           | Événement                              | Date             | Round | Temps | Lieu                          | Notes                |
| -------- | ------ | ------------- | --------------------------------- | -------------------------------------- | ---------------- | ----- | ----- | ----------------------------- | -------------------- |
| Défaite  | 4–4    | Jamie Moyle   | Décision unanime                  | The Ultimate Fighter 24 Finale         | 2 décembre 2016  | 3     | 5:00  | Las Vegas, Nevada, États-Unis |                      |
| Défaite  | 4–3    | Felice Herrig | Soumission (étranglement arrière) | UFC on Fox: Holm vs. Shevchenko        | 23 juillet 2016  | 1     | 1:59  | Chicago, Illinois, États-Unis |                      |
| Victoire | 4–2    | Emily Kagan   | Soumission (étranglement arrière) | UFC Fight Night: Namajunas vs. VanZant | 10 décembre 2015 | 2     | 4:13  | Las Vegas, Nevada, États-Unis |                      |
| Défaite  | 3–2    | Alex Chambers | Soumission (clé de bras)          | UFC Fight Night: Miocic vs. Hunt       | 10 mai 2015      | 3     | 3:15  | Adélaïde, , Australie         |                      |
| Défaite  | 3–1    | Paige VanZant | TKO (coups de poing)              | UFC Fight Night: Edgar vs. Swanson     | 22 novembre 2014 | 3     | 2:54  | Austin, Texas, États-Unis     | Combat de la soirée. |
| Victoire | 3–0    | Yoo Jin Jung  | Décision unanime                  | PXC: Pacific Xtreme Combat 42          | 28 février 2014  | 3     | 5:00  | Guam                          |                      |
| Victoire | 2–0    | Emi Tomimatsu | Décision unanime                  | PXC: Pacific Xtreme Combat 38          | 9 aout 2013      | 3     | 5:00  | Guam                          |                      |
| Victoire | 1–0    | Kaiyana Rain  | Décision unanime                  | PXC: Pacific Xtreme Combat 36          | 18 mars 2013     | 3     | 5:00  | Guam                          |                      |